# Billy Fiske
Billy Fiske, właśc. William Meade Lindsley Fiske III (ur. 4 czerwca 1911 w Chicago, zm. 17 sierpnia 1940 w Chichester) – amerykański sportowiec i lotnik, poległy w bitwie o Anglię, podczas której służył jako ochotnik w brytyjskich siłach powietrznych.

## Kariera
Urodził się 4 czerwca 1911 w Nowym Jorku w rodzinie bogatych finansistów. W 1924 rodzina Fiske przeniosła się do Paryża. Młody Billy zdradzał talent do sportów zimowych i w 1928 został członkiem reprezentacji USA na Zimowe Igrzyska Olimpijskie w St. Moritz, gdzie zdobył złoty medal w piątkach bobslejowych, jako najmłodszy amerykański złoty medalista olimpijski (16 lat). Na Zimowych Igrzyskach Olimpijskich w Lake Placid w 1932 również zdobył złoty medal. Próbował też w 1930 sił jako kierowca w wyścigu w Le Mans. Ukończył następnie studia: historię i ekonomię w Trinity Hall na Uniwersytecie Cambridge. Po studiach podjął pracę w korporacji finansowej w Anglii. W 1937 Fiske zainteresował się lotnictwem i uzyskał licencję pilota. W 1938 wygrał po raz drugi Grand National w skeletonie na słynnym Cresta Run w St. Moritz. W tym samym roku ożenił się z Rose Bingham, rozwiedzioną byłą hrabiną i w lipcu 1939 z żoną wrócił do USA.

## II wojna światowa
Po wybuchu II wojny światowej 1 września 1939, Fiske popłynął z powrotem do Wielkiej Brytanii, postanawiając wstąpić do brytyjskiego lotnictwa wojskowego. Pomimo że prawnie uniemożliwiało mu to obywatelstwo amerykańskie, wykorzystując swoje znajomości w Ministerstwie Lotnictwa 18 września 1939 został przyjęty do Royal Air Force (Królewskich Sił Powietrznych). Po przeszkoleniu, 12 kwietnia 1940 uzyskał stopień Acting Pilot Officer. Ponownie wykorzystując znajomości, uzyskał w lipcu przydział do 601. dywizjonu myśliwskiego „County of London” bazującego w Tangmere. Dopiero tam wykonał pierwsze loty na samolocie myśliwskim – Hawker Hurricane, którego opanowanie przyszło mu jednak łatwo.
20 lipca 1940 wykonał pierwszy patrol bojowy nad kanałem La Manche. Mimo rozpoczynającej się bitwy o Anglię, przez pewien czas nie dochodziło do starć z wrogiem. Dopiero 11 sierpnia dywizjon 601 walczył z niemiecką wyprawą bombową. Fiske tego dnia odniósł swoje pierwsze prawdopodobne zwycięstwo, zgłaszając zestrzelenie myśliwca Messerschmitt Bf 110 i uszkodzenie innych samolotów. 13 sierpnia 1940, podczas wielkiego nalotu Luftwaffe o kryptonimie „Adler Tag”, Fiske zgłosił jako prawdopodobnie zestrzelony bombowiec Junkers Ju 88 i drugi jako uszkodzony.
16 sierpnia, podczas ataku na bombowce Junkers Ju 87 Stuka z pułku StG 2, samoloty 601. dywizjonu zostały zaatakowane przez myśliwce Bf 109 eskorty z pułku JG 27. W walce myśliwiec Hurricane Fiskego, o znakach rozpoznawczych UF-H, został uszkodzony w nieustalonych bliżej okolicznościach i zapalił się, a on sam został ciężko ranny. Zdołał wylądować, lecz na skutek obrażeń zmarł 17 sierpnia 1940 w szpitalu. Został pochowany w Boxgrove Priory  niedaleko Tangmere. William Fiske był pierwszym pilotem amerykańskim poległym w walkach II wojny światowej.